# Державина, Наталья Владимировна
Наталья Владимировна Державина (1 октября 1942, Ташкент — 10 марта 2002, Москва) — актриса театра кукол им. С. В. Образцова, кукловод и голос Хрюши из передачи «Спокойной ночи, малыши!», заслуженная артистка Российской Федерации (1995), лауреат премии «ТЭФИ» (1997).

## Биография
Наталья Державина родилась 1 октября 1942 года в Ташкенте в эвакуации, в семье поэта и переводчика Владимира Васильевича Державина. В 17 лет была принята в Московский театр кукол, работала там с 1959 по 1968 годы и с 1974 до 1990-х. Роль Хрюши получила в 1971 году. Ради этой роли Державиной пришлось уйти из кукольного театра Сергея Образцова.
У актрисы было два сына.

### Болезнь и смерть
В последний месяц жизни Наталья Державина не озвучивала своего персонажа из-за болезни. Незадолго до смерти она была госпитализирована в 20-ю городскую больницу Москвы в крайне тяжёлом состоянии. У актрисы была обширная гнойная рана ноги, требовалась срочная операция. Однако, как заявили медики, «интоксикация и слабое сердце привели к летальному исходу».
Скончалась в Москве, в ночь с 10 на 11 марта 2002 года на 60-м году жизни. Похоронена на Долгопрудненском кладбище (участок № 141а).

## Награды
- Заслуженная артистка Российской Федерации (17 марта 1995 года) — за заслуги в области искусства[1]
- Премия «ТЭФИ» (1997)[2][3].

## Озвучивание
| Год       |    | Название                   | Роль                          |
| --------- | -- | -------------------------- | ----------------------------- |
| 1976      | мф | Заколдованное слово        | заяц                          |
| 1981      | мф | До свидания, овраг         | щенок Крошка                  |
| 1984      | мф | Кубик и Тобик              | гусёнок                       |
| 1990      | мф | Как Ниночка царицей стала  | Ниночка                       |
| 1991      | мф | Ванюша и космический пират | Принцесса с планеты близнецов |
| 1991      | мф | Маленькая колдунья         | Маленькая колдунья            |
| 1971—2002 | с  | Спокойной ночи, малыши!    | Хрюша                         |
| 1989      | ф  | Веселый детектив           | Хрум-хрум                     |